# Сайнатсало (кметство)
Кметство на Сайнатсало (на фински: Säynätsalon kunnantalo) е мултифукционална сграда, предоставяща площи за кметство, магазини, библиотека и апартаменти. Проектирана е от финландския архитект Алвар Аалто, по поръчка на община Сайнатсало (Съединена с община Юваскуля през 1993 г.) в централна Финландия. Аалто получава поръчката за проекта след архитектурен конкурс през 1949 г. Сградата е пусната в експлоатация през декември 1951 г.
Сградата на кметството е приемана, като най-важната сграда, която Аалто проектира в неговата кариера. 

## Място
През 1944 г. Аалто е избран да проектира и изпълни градоустройствено решение за Сайнатсало, малък индустриален град, основан около Йохан Парвиайсен Тегтат, дървопреработвателни мелници, които през 1946 г. са управлявани от Енсо Гуцеит (сега Стора Ецо), чиито централен офис се намира в Хелзинки, и е проектиран също от него. Кметството е построено след държавна обществена поръчка, която Аалто печели. Той проектира и строи сградата в гористия склон на Сайнатсало, създавайки триетажна мултифукционална сграда, заобиколена от етажиран вътрешен двор.

## Дизайн
Дизайнът на сградата е повлиян и вдъхновен от финландската народна архитектура, но и от хуманистичния италиански ренесанс. От италианския ренесанс, Алвар Аалто черпи вдъхновение за вътрешния двор, който кръщава проекта в конкурса, като „Curia“. Докато основната сграда е решена с тухли, вътрешния двор граничи с голям остъклен коридор, което лесно се свързва с модела за аркадно граничеща Piazza.
В сградата на кметството има зала за общинския съвет, която е проектирана с двойна височина с конструкция от дървени ферми за тавана „пеперуда“, проектиран от Аалто. Фермите поддържат покрива и тавана, създавайки въздушен поток за управление на конденза през зимата и лятото. Пеперудните ферми премахват нуждата от множество хоризонтални греди. Съща така придават класически и средновековен вид на помещението. До залата на общинския съвет може да се стигне през основен коридор, чрез рампа, която следва контура на сградата под тясна ивица от прозорци, осигурявайки естествена светлина през деня и придавайки средновековен вид на кулата през нощта.
Алвар Аалто конструира сградата с доминиращи материали – тухли, подчертани от дърво и мед, като комбинира различни стилове, като модернистична архитектура Льо Корбюзие и други. Той отхвърля машинната естетика в по-голямата част на своята практика. Той вижда сградите си, като организми от отделни клетки. Принцип, който той следва и е решаващ за подбора на материали, като тухли, които по своята структура са разделени на клетки. Тухлите са избрани и за да създават по-динамична и вдъхваща живот повърхността.
Масивният „плик“ от тухли, белязан от периодичност на вертикални набраздени колони от дървен материал, създава усещането за залесен район.
Друга отличителна черта на сградата са „зелените“ стълби, които допълват конвенционалното стълбище, водещо към залата на общинския съвет. Също така те предизвикват представа за древногръцка и италианска архитектурата, чрез създаването на форма, подобна на амфитеатър.

## План
Оригинално сградата е проектирана, като мултифукционална, съдържайки административни офиси, места за срещи, апартаменти, магазини, банка и библиотека. Офисите са разположени на втория етаж, в западната страна на сградата, заобиколени от вътрешния двор и водещи към залата на общинския съвет. Апартаментите са разположени на първия и втория етаж, в края на източната част.
След откриване на сградата, голяма част от общите мултифукционални площи са трансформирани в офиси, поради нараснала нужда от тях.